# Pierranthus
Pierranthus, monogenerički biljni rod iz porodice ljuborovki (Linderniaceae). Jedina vrsta je jednogodišnja biljka P. capitatus iz jugoistočne Azije (Kambodža, Tajland, južni Vijetnam)

## Ime
Na vijetnamskom jeziku vrsta je poznata kao Thạch hoa đầu.

## Opis
Rod je opisan u Bulletin de la Société Botanique de Genève 4: 254. 1912. 

## Sinonimi
- Delpya capitata (Bonati) Bonati; Bull. Soc. Bot. Genève, sér. 2, 4: 238 (1912)
- Delpya cochinchinensis Pierre ex Bonati; Bull. Soc. Bot. Geneve, Ser. II. 4: 238 (1912)
- Vandellia capitata Bonati; Bull. Soc. Bot. France 55: 514 (1908)